# Ваведење
Ваведење је један од пет великих Богородичиних празника. Означава улазак (увођење) Пресвете Богородице у храм. Празнује се 21. новембра по старом, односно 4. децембра по новом календару.
Марија је, као трогодишње дете, у складу са заветом родитеља, Јоакима и Ане, да ће, ако добију пород, дете предати Богу у храм. Доведена је из Назарета у Јерусалим где је на самом улазу дочекао је отац Јована Претече, првосвештеник Захарије. Улазак Марије у храм праћен је свечаном поворком Јоакимових и Аниних сродника.
Испред Марије ишле су девице са упаљеним свећама. Иза њих ходала је Пресвета Дева свечано одевена и украшена, између своје мајке и оца, а иза њих остали сродници и пријатељи. На уласку у храм, првосвештеник Захарије, увео ју је у Светињу над Светињама, најсветије место храма иза друге завесе, где улазе само архијереји и то само једном годишње, на дан празника Очишћења.
Родитељи су тада принели жртву Богу, примили благослов од свештеника и вратили се кући, а Света Дева, Марија, остала је у храму, где је боравила девет година.
Након што су јој родитељи умрли, Деву Марију су са дванаест година предали Јосифу, њеном сроднику у Назарету, живи у девствености иако то није био обичај у Израиљу.
Девица Марија била је прва доживотно завештана девојка.
Подаци о њеном увођењу у храм у Јерусалиму нису сачувани у канонским новозаветним списима, него у апокрифном спису, Јаковљево протојеванђеље.

## Народни обичај
Код Срба се овај дан још и зове Света Пречиста. На овај дан, који се зове и Женска Богородица, светкују се родиље и нероткиње, а многи се на овај дан и причешћују. У Србији је ово усечни дан, дан када се не предузимају важнији послови. Осим оних који овај дан светкују као своју славу, ово је и дан који светкују сточари.

## Српска православна црква
Српска православна црква прославља Ваведење Пресвете Богородице 4. децембра, иначе је и слава српског манастира Хиландара на Светој Гори. Манастир Брадача, манастир Свете Богородице Сићево, манастир Каленић и манастир Ваведење Пресвете Богородице у Београду су посвећени овом празнику.
Ваведење спада у Богородичине празнике.